# Liste der Monuments historiques in Champfleury (Marne)
Die Liste der Monuments historiques in Champfleury führt die Monuments historiques in der französischen Gemeinde Champfleury auf.

## Liste der Objekte
| Bezeichnung               | Beschreibung                                | Standort                              | Kennzeichnung | Schutzstatus | Datum | Bild |
| ------------------------- | ------------------------------------------- | ------------------------------------- | ------------- | ------------ | ----- | ---- |
| Linker Seitenaltar        | Retabel; Stein, 17. Jahrhundert             | in der Kirche St-Jean-Baptiste (Lage) | PM51002000    | Inscrit      | 1989  |      |
| Hauptaltar                | Tabernakel; Holz, Ende des 17. Jahrhunderts | in der Kirche St-Jean-Baptiste (Lage) | PM51002001    | Inscrit      | 1989  |      |
| Skulptur Madonna mit Kind | Holz, 18. oder 19. Jahrhunderts             | in der Kirche St-Jean-Baptiste (Lage) | PM51002002    | Inscrit      | 1989  |      |